# Jennifer Lawrence
Jennifer Shrader Lawrence (Indian Hills, Kentucky, 15 de agosto de 1990) es una actriz y productora de cine estadounidense. La actriz mejor pagada del mundo en 2015 y 2016, sus películas han recaudado más de $6 mil millones en todo el mundo hasta la fecha. Apareció en la lista de las 100 personas más influyentes del mundo de Time en 2013 y en la lista Forbes Celebrity 100 de 2013 a 2016.
Durante su infancia, Lawrence actuó en obras de teatro de la iglesia y musicales escolares. A los 14 años, un cazatalentos la descubrió mientras estaba de vacaciones en la ciudad de Nueva York con su familia. Se mudó a Los Ángeles y comenzó su carrera como actriz con papeles como invitada en televisión. Su primer papel importante fue como miembro principal del reparto en la comedia de situación The Bill Engvall Show (2007-2009). Hizo su debut cinematográfico con un papel secundario en el drama Garden Party (2008), y dio su gran paso adelante interpretando a una adolescente asolada por la pobreza en el drama de misterio independiente Winter's Bone (2010). La carrera de Lawrence progresó con papeles protagonistas como la mutante Mystique en la serie de películas X-Men (2011-2019) y Katniss Everdeen en la serie de películas Los juegos del hambre (2012-2015). Este último la convirtió en la heroína de acción más taquillera de todos los tiempos.
Lawrence recibió elogios por sus tres colaboraciones con el cineasta David O. Russell. Su actuación como una viuda joven con problemas en la película romántica Silver Linings Playbook (2012) le valió el Premio Óscar a la mejor actriz, convirtiéndola en la segunda ganadora más joven en la categoría a los 22 años. Ganó el Premio BAFTA a la mejor actriz de reparto por interpretar a una esposa impredecible en la comedia negra American Hustle (2013). Lawrence también recibió premios Globo de Oro por ambas películas y por su interpretación de la empresaria Joy Mangano en la película biográfica Joy (2015). Una serie de películas con reseñas no siempre buenas y el escrutinio de los medios sobre sus elecciones de papel la llevaron a tomarse un pequeño descanso de la actuación. Regresó con las películas en streaming Don't Look Up (2021) y Causeway (2022).
Los trabajos de Lawrence hasta el momento la han llevado a ser definida por la revista Rolling Stone como «la actriz juvenil más talentosa de Estados Unidos». Lawrence es feminista y defensora de los derechos reproductivos de las mujeres. En 2015, fundó la Fundación Jennifer Lawrence, que aboga por los Boys & Girls Clubs of America y las Olimpiadas Especiales. Formó la productora Excellent Cadaver en 2018. Es miembro activo de la organización anticorrupción no partidista sin ánimo de lucro RepresentUs y ha hecho portavoz en sus videos por la protección de la democracia.

## Primeros años
Jennifer Shrader Lawrence nació el 15 de agosto de 1990 en Indian Hills, Kentucky, hija de Gary, un obrero, y Karen, una empleada de un campamento de verano. Tiene dos hermanos mayores, Ben y Blaine, y fue criada por su madre de la misma forma en la que crio a sus hijos varones. Karen no le permitía a su hija jugar con otras niñas en su etapa preescolar ya que la consideraba «demasiado ruda» para ellas. Lawrence cursó su educación media en la escuela Kammerer en Louisville, Kentucky. Tuvo problemas en su infancia debido a su hiperactividad y su ansiedad, lo que no le permitía encajar entre sus compañeros de curso.
Practicaba actividades escolares y deportes como el porrismo, el softball, el hockey y el baloncesto, integrando un equipo masculino de este último deporte donde su padre ejercía como entrenador. También le gustaba montar a caballo y con frecuencia visitaba una granja de caballos local. Como resultado de esta práctica se lesionó el coxis tras haber sido arrojada de un caballo. Cuando su padre trabajaba desde casa, ella actuaba para él, a menudo vistiéndose como payaso o bailarina, mostrando desde una temprana edad su afición por la actuación. Tuvo su primera experiencia de actuación en público a los nueve años cuando interpretó el papel de una prostituta en una obra de la iglesia basada en el libro de Jonás. Durante los años siguientes, continuó participando en obras de teatro en iglesias y musicales escolares.
A sus 14 años y mientras se encontraba en unas vacaciones familiares en la ciudad de Nueva York, fue descubierta en la calle por un agente de talento que le organizó una audición. Su madre no estaba dispuesta a permitir que su hija siguiera una carrera como actriz, sin embargo, se mudó brevemente con su familia a Nueva York para permitirle a Jennifer presentar algunas audiciones. Después de realizar la lectura de algunos guiones, los agentes quedaron satisfechos con su desempeño. Su madre sin embargo la desanimó diciéndole que los agentes le estaban mintiendo y que era mejor que se olvidara de la idea de ser una actriz profesional. Lawrence ha afirmado que esas experiencias con su madre fueron muy difíciles porque la hacían sentir sola y sin amigos. La agencia de talento CESD se encargó de convencer a sus padres para que le permitieran realizar algunas audiciones en la ciudad de Los Ángeles. Aunque su madre le recomendaba que iniciara una carrera como modelo, Jennifer insistió en continuar buscando oportunidades en el mundo de la actuación. En ese momento, Lawrence consideraba que actuar era una de sus habilidades naturales y rechazó varias ofertas en el modelaje. Abandonó la escuela a la edad de 14 años, afirmando que su carrera como actriz era su verdadera prioridad. Mientras intentaba abrirse paso en la industria del entretenimiento, Jennifer realizaba viajes regulares a Louisville para trabajar como enfermera asistente en el campamento de verano de su madre.

## Carrera

### 2006-2008: Inicios en la televisión y el cine independiente
Lawrence empezó su carrera como actriz con una pequeña aparición en la serie de televisión Company Town (2006), seguida de algunos roles como actriz invitada en las series Monk (2006) y Medium (2007). En 2007 interpretó uno de los papeles del elenco protagónico de la serie de comedia The Bill Engval Show. En la serie, que constó de treinta capítulos, Jennifer interpretó el papel de Lauren, la hija rebelde de una familia de los suburbios de Louisville, Colorado. Tom Shales de The Washington Post alabó su actuación y David Hinckley de New York Daily News afirmó que la actriz «recreó con éxito una perpetua exasperación». Su destacada actuación le valió obtener un premio Young Artist en la categoría de mejor intérprete joven en una serie de televisión en 2009.
Lawrence incursionó en el cine en el 2008 en la película dramática Garden Party, en la que encarnó a una problemática joven llamada Tiff. Ese mismo año apareció en el debut como director de Guillermo Arriaga, The Burning Plain (2008), un drama narrado en formato de película coral y protagonizado por Kim Basinger y Charlize Theron. Mark Feeney de The Boston Globe describió la actuación de Jennifer como «una tarea ingrata» y Derek Elley de la revista Variety la elogió como el activo principal de la producción, afirmando que la actriz «le brindó frescura a la historia». Gracias a su desempeño en esta cinta ganó el premio Marcello Mastroianni en la categoría de mejor actriz emergente en el Festival de Cine de Venecia. Ese mismo año apareció en el vídeo musical de la canción "The Mess I Made" de la banda de pop estadounidense Parachute. El año siguiente protagonizó la película dramática de Lori Petty The Poker House en el papel de la hija mayor de una madre con problemas de drogadicción. Stephen Farber de The Hollywood Reporter afirmó que la actriz en esta película «tiene un equilibrio conmovedor frente a la cámara que transmite la resiliencia». Su desempeño en The Poker House le valió el premio a la mejor interpretación en el Festival de Cine de Los Ángeles.

### 2009-2010:Winter's Bone, revelación y primera nominación al Óscar

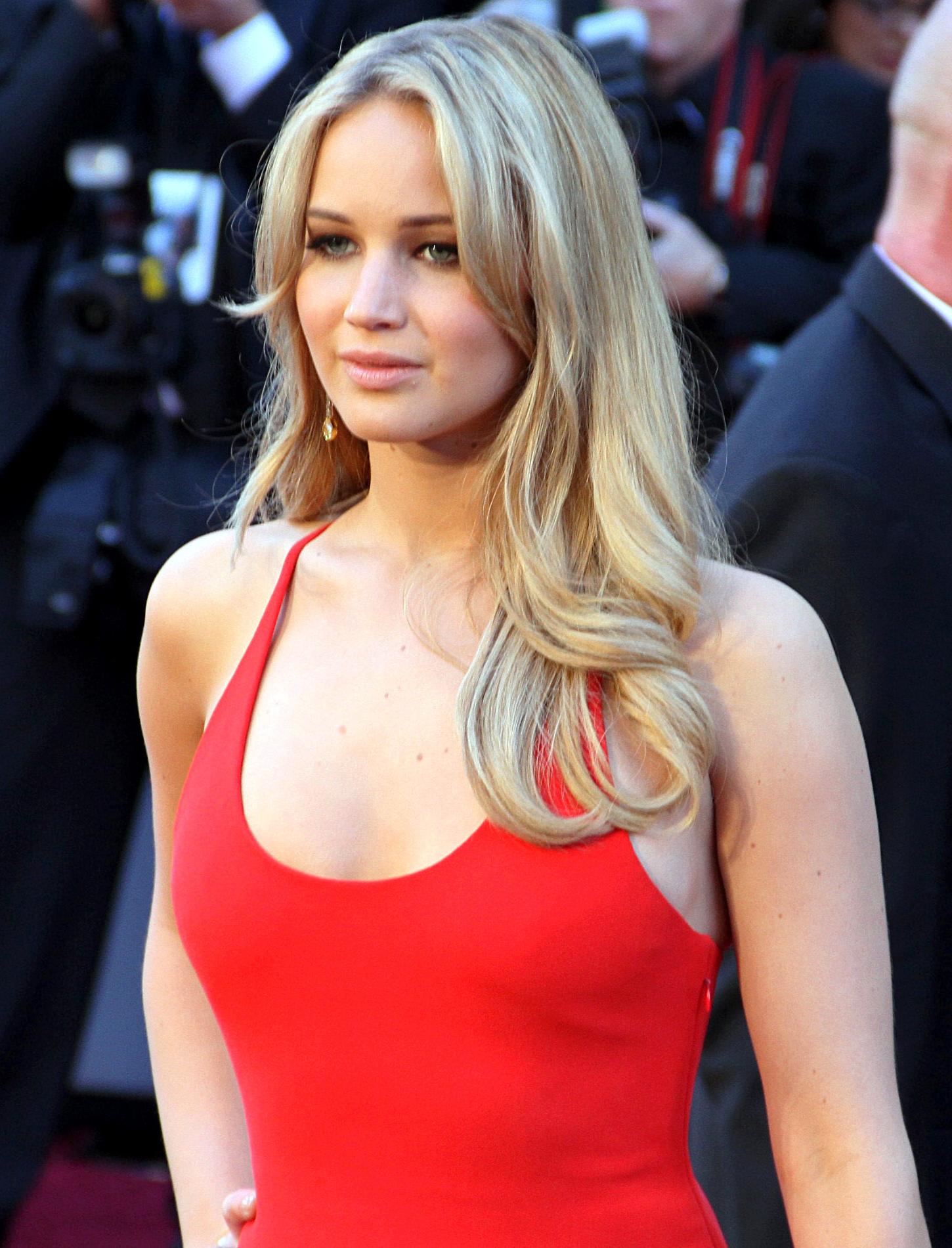
Lawrence en los Premios Óscar de 2011.

La actriz logró el reconocimiento internacional con su participación en el largometraje de la directora Debra Granik, Winter's Bone, en el cual compartió protagonismo con John Hawkes y Garret Dillahunt. En la película, Lawrence interpreta a Ree Dolly, una joven de 17 años que está a cargo de su empobrecida familia y que se ve obligada a emprender un peligroso camino para hallar a su padre y evitar que su familia se quede en la calle, debido a que el padre usó el título de la casa para obtener libertad provisional y debe presentarse al juicio para que puedan conservarla. La película fue galardonada con numerosos premios de la crítica cinematográfica, siendo considerada como una de las mejores del año. Asimismo, Jennifer recibió alabanzas gracias a su interpretación, recibiendo numerosos galardones de la industria cinematográfica, destacando premios de festivales de gran reconocimiento como el Festival de Cine de Detroit y el Festival Internacional de Cine de Estocolmo y nominaciones a los premios Óscar, SAG y Globos de oro en la categoría de mejor actriz protagónica. Para prepararse para este papel, Lawrence aprendió a disparar armas y cazar ardillas. David Denby de The New Yorker afirmó que la película «sería difícil de imaginar con una actriz menos carismática».
En 2011, Lawrence integró el reparto de la película Like Crazy, un drama sobre las relaciones a larga distancia protagonizado por Anton Yelchin y Felicity Jones. Kenneth Turan de Los Angeles Times se refirió al filme como «una historia de amor intensamente forjada e inmensamente satisfactoria» y alabó a los tres intérpretes por «hacer palpables los anhelos de sus personajes». Ese mismo año apareció en la comedia negra dirigida por Jodie Foster The Beaver, junto con Mel Gibson y la misma Foster. Filmada en 2009, la producción se retrasó y terminó ganando menos de la mitad de su presupuesto de 21 millones de dólares.
La actriz fue escogida para encarnar a Mystique, personaje ficticio de la saga The X Men en la película de Matthew Vaughn X-Men: primera generación (2011). Vaughn escogió a Lawrence pues pensó que ella sería capaz de caracterizar de forma adecuada la complicada personalidad de la mutante. Para realizar el papel, la actriz perdió pesó y entrenó yoga, teniendo que someterse a jornadas de ocho horas de maquillaje protésico para lograr la apariencia azul de Mystique. Lawrence declaró más adelante que realizar este papel la intimidó debido a su admiración por Rebecca Romijn, actriz que dio vida a la mutante en las tres entregas anteriores de X-Men. Escribiendo para USA Today, Claudia Puig afirmó que la actuación de Lawrence ayudó a impulsar el filme. Con ganancias en taquilla de 350 millones de dólares a nivel mundial, X-Men: primera generación se convirtió en la película con mayores ingresos en la carrera de Jennifer hasta ese momento.

### 2012-2013: Apariciones en franquicias y éxito comercial

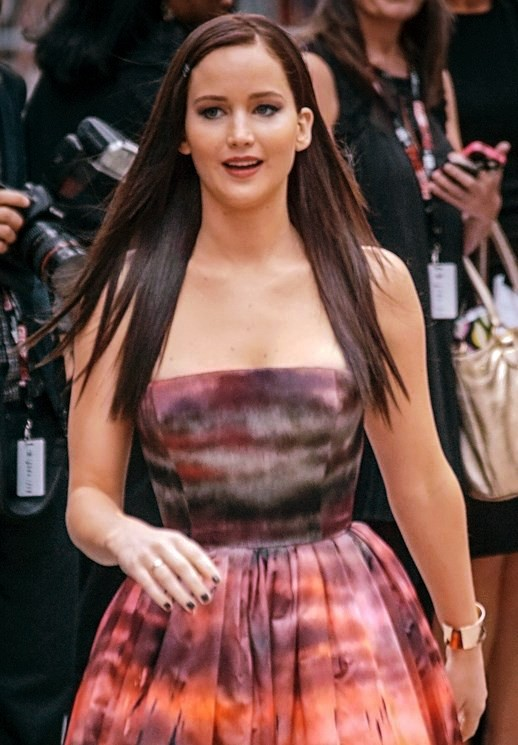
Lawrence asistiendo al estreno de Silver Linings Playbook en el Festival Internacional de Cine de Toronto en 2012.

En 2012 reafirmó su condición de estrella emergente gracias a su papel protagonista en el largometraje Los juegos del hambre, adaptación a la gran pantalla de la novela homónima de la autora estadounidense Suzanne Collins. En la película Lawrence se introdujo en la piel de Katniss Everdeen, una joven que, por proteger a su hermana, se ve envuelta en las macabras artimañas del gobierno dictatorial al que está sometido su país. Aunque se ha declarado admiradora del trabajo de Collins, Lawrence inicialmente dudó en aceptar el papel debido a que se trataba de una producción a gran escala. Sin embargo, aceptó hacer parte del proyecto tras ser convencida por su madre. Para prepararse para su papel de chica ruda, la actriz practicó tiro con arco, yoga y combate cuerpo a cuerpo. La película recibió críticas generalmente positivas y la interpretación de Lawrence en el papel de Katniss Everdeen fue alabada. Todd McCarthy de The Hollywood Reporter se refirió a ella como una «actriz de cine ideal», agregando que pudo encarnar perfectamente a la Katniss Everdeen de la novela. Roger Ebert afirmó que la actriz se mostró «fuerte y convincente en el papel principal de la película». Con ganancias aproximadas de 690 millones de dólares, Los juegos del hambre se consolidó como la película con un personaje protagónico femenino con mayores ingresos de taquilla, convirtiendo a Lawrence en la heroína de acción más exitosa en taquilla de la historia.
El mismo año la actriz interpretó a una joven viuda llamada Tiffany Maxwell en la película dramática de David O. Russell Silver Linings Playbook, una adaptación de la novela del mismo nombre escrita por Matthew Quick. En la película compartió elenco con Bradley Cooper y Robert De Niro. La actriz se sintió atraída por la compleja personalidad de su personaje: «No encaja con ningún tipo de perfil de personaje básico. Alguien enérgico y obstinado normalmente es muy inseguro, pero ella no lo es». Aunque David Russell inicialmente pensó que Lawrence era demasiado joven para el papel, ella lo convenció de seleccionarla a través de una audición realizada por Skype. La actriz vio un desafío en la espontaneidad de Russell como director y aseguró que trabajar en el proyecto fue la mejor experiencia de su vida.
 Richard Corliss de la revista Time escribió: «Con solamente 21 años al momento de la filmación, Jennifer Lawrence es un extraño caso de una actriz que parece adulta. Hosca y sensual, le aporta madurez a cualquier papel que interpreta». Peter Travers afirmó: «Lawrence es una especie de milagro. Es ruda, sucia, divertida, desalmada, descuidada, sexy, vibrante y vulnerable, todo esto a menudo en una misma escena». La actriz ganó un Globo de Oro y un Premio de la Academia en la categoría de mejor actriz por su desempeño en la película, convirtiéndose en la segunda mujer más joven en conseguir este galardón después de Marlee Matlin en 1987. A finales de 2012 protagonizó junto con Max Thieriot y Elisabeth Shue la película de suspenso de Mark Tonderai House at the End of the Street. Aunque logró una decente recaudación en taquilla, la cinta no fue bien recibida por la crítica especializada. El consenso en el sitio Rotten Tomatoes reza: «Mal concebida, torpemente ejecutada y desprovista de sustos, House at the End of the Street expone a su talentosa estrella en una película tan sosa como su título».

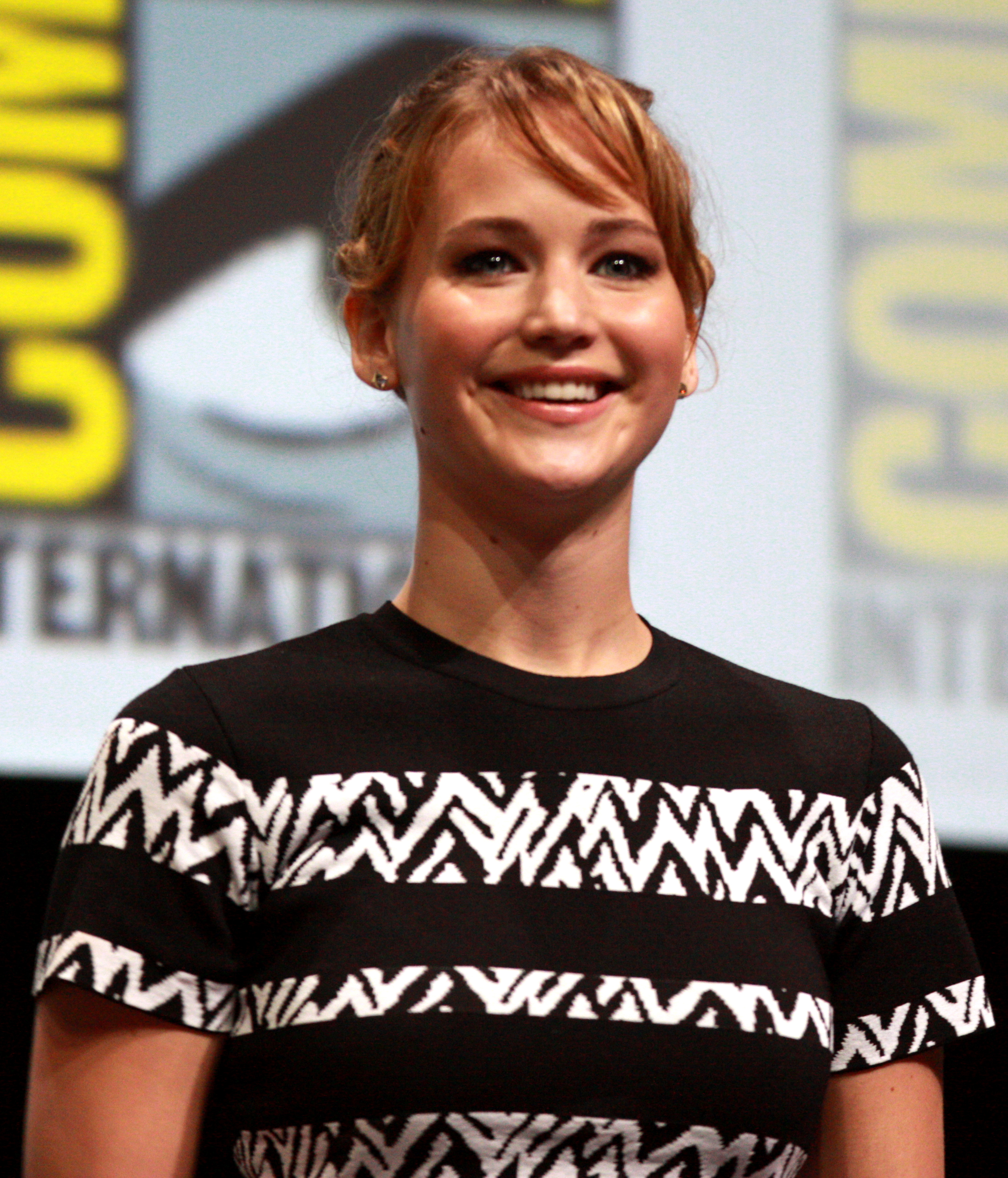
Lawrence en la Convención Internacional de Cómics de San Diego en 2013.

En enero de 2013 Lawrence condujo un episodio de Saturday Night Live con The Lumineers como banda invitada. The Devil You Know, una producción independiente filmada en 2005, fue su primer lanzamiento de 2013. En la película se puede ver a una Jennifer de 15 años realizando un papel de reparto. Más tarde repitió su papel como Katniss Everdeen en Los juegos del hambre: en llamas, segunda parte de la serie fílmica de Los juegos del hambre. Con 865 millones de dólares obtenidos en taquilla, la película es hasta la fecha la producción más exitosa protagonizada por Lawrence. Stephanie Zacharek de The Village Voice afirmó que «no existe santificación o pretensión de falsa modestia en la forma en que Lawrence interpreta a Katniss». Realizó un papel de soporte en la película dramática de 2013 American Hustle como Rosalyn Rosenfeld, la esposa neurótica del estafador Irving Rosenfeld (interpretado por Christian Bale). Geoffrey Macnab de The Independent se refirió a su actuación como «divertida y mordaz», especialmente en una escena improvisada en la que besa agresivamente en los labios a la amante de su marido (interpretada por Amy Adams). Su desempeño le valió obtener un Globo de Oro y un premio BAFTA en la categoría de mejor actriz de reparto, en adición a su tercera nominación a los premios de la Academia, la primera de ellas como mejor actriz de reparto.

### 2014-2019: Actriz establecida y fluctuaciones de carrera

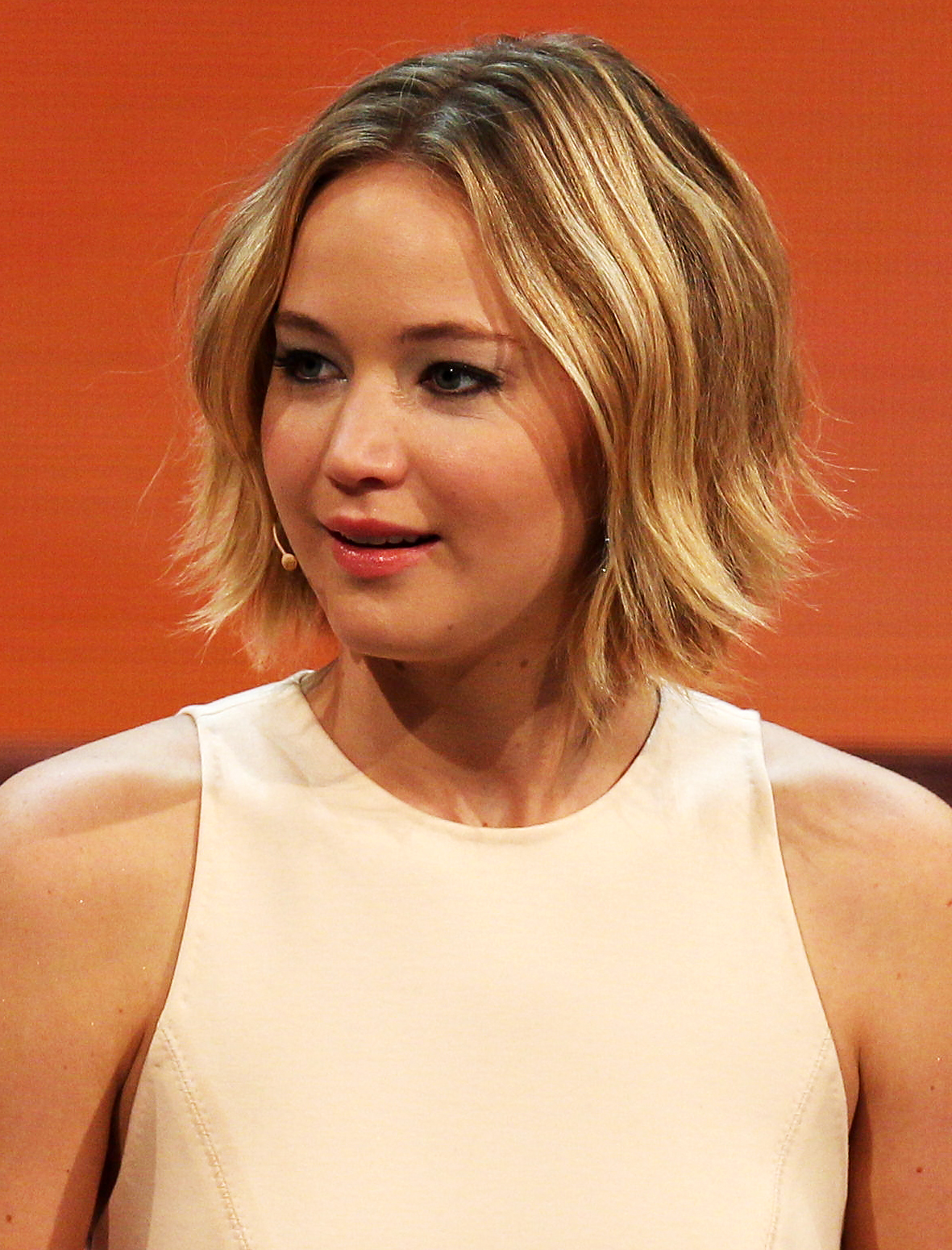
Lawrence en 2014.

En 2014 interpretó el papel de Serena Pemberton en la película dramática de Susanne Bier Serena, basada en la novela homónima de Ron Rash. En el filme, ella y su esposo George (interpretado por Bradley Cooper) son una pareja que se involucra en actividades delictivas después de darse cuenta de que no pueden tener hijos. El proyecto fue filmado en 2012 y estrenado en 2014 con una pobre recepción crítica y comercial. Ese mismo año repitió su papel como Mystique en X-Men: días del futuro pasado, secuela de las películas X-Men: The Last Stand (2006) y X-Men: primera generación (2011). La cinta fue un éxito de taquilla, recaudando 748 millones de dólares internacionalmente, convirtiéndose en la cinta más exitosa en términos comerciales de la saga de X-Men hasta ese momento. Sus siguientes lanzamientos fueron las dos entregas finales de la serie Los juegos del hambre, Sinsajo - parte 1 (2014) y Parte 2 (2015). Para la banda sonora de la primera parte, Jennifer cantó la canción «The Hanging Tree», sencillo que ingresó en varias listas internacionales de éxitos. En una reseña sobre la última película de la saga, Manohla Dargis de The New York Times señaló similitudes entre el ascenso de Jennifer al estrellato y el ascenso de Everdeen como líder rebelde, escribiendo: «Lawrence habita fácilmente en la piel de Katniss, en parte porque, como todas las grandes estrellas, parece estar interpretando una versión de su 'yo' real». Ambas películas recaudaron más de 650 millones de dólares a nivel mundial.
Lawrence trabajó con David Russell por tercera ocasión en la película biográfica Joy (2015), en la que encarnó a Joy Mangano, una madre soltera con problemas que se convierte en una exitosa negociante después de inventar un artículo de limpieza llamado «Miracle Mop». Durante la producción de la cinta en Boston, la prensa informó un desacuerdo entre Russell y Lawrence que terminó en una «pelea a gritos». La actriz afirmó que su amistad con Russell facilitó tener el desacuerdo, porque cuando las personas realmente se quieren tienden a pelear con frecuencia. La película no fue tan bien recibida como sus colaboraciones previas, pero el desempeño de Jennifer fue destacado por la prensa. Richard Roeper se refirió a su actuación como «maravillosamente estratificada, sobrellevando la película a través de sus puntos flojos» y destacó que fue su mejor actuación desde Winter's Bone. La actriz ganó su tercer Globo de Oro y fue nominada de nuevo a mejor actriz en los Premios Óscar, convirtiéndose en la persona más joven en recibir cuatro nominaciones al prestigioso galardón.
Inició el 2016 aportando la narración de A Beautiful Planet, un documental que explora el planeta tierra desde la Estación Espacial Internacional. Interpretó a Mystique nuevamente en X-Men: Apocalypse (2016), dirigida por Bryan Singer. Helen O'Hara de la revista Empire consideró que la película no estuvo a la altura de las entregas anteriores de la serie y criticó a la actriz por hacer parecer a su personaje ««demasiado sombrío». Pese a esto, Lawrence recibió la mención de actriz de cine favorita en la entrega número 43 de los People's Choice Awards.
La actriz recibió 20 millones de dólares por su interpretación de Aurora Lane en la cinta de ciencia ficción Passengers (2016), ganando 8 millones más que Chris Pratt, el otro protagonista de la película. Passengers narra la historia de dos miembros de la tripulación de una nave espacial que despiertan 90 años antes de una hibernación inducida y quedan completamente solos en la nave. Lawrence confesó que sintió nervios en las escenas románticas con Pratt por tratarse de un hombre casado y tuvo que beber alcohol para prepararse para el rodaje. La reacción de la crítica fue negativa, pero la actriz defendió la película calificándola como «la historia de amor complicado y contaminado».

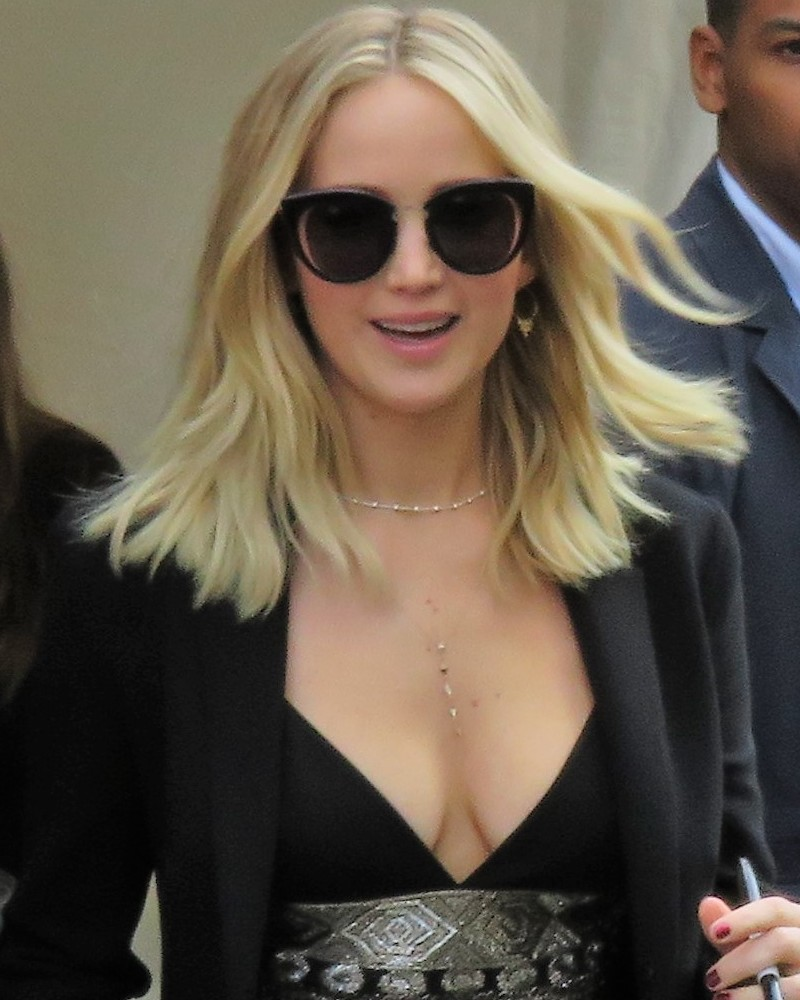
Lawrence promocionando Mother! en 2017.

Mother! de Darren Aronofsky fue la única película en la que apareció la actriz en 2017, interpretando a una joven madre que experimenta un terrible trauma cuando su casa es invadida por extraños con la condescendencia de su esposo, interpretado por el actor español Javier Bardem. Lawrence pasó tres meses ensayando los diálogos de su personaje, algo que la actriz no solía hacer en sus películas anteriores. El intenso papel le resultó difícil de filmar; se le tuvo que administrar oxígeno cuando hiperventiló en una ocasión y sufrió una lesión en una de sus costillas. Mother! polarizó a los espectadores y provocó muchos abandonos en las salas, motivados especialmente por una escena donde un bebé es asesinado por una multitud. Sin embargo, la cinta fue mejor recibida por la crítica; Walter Addiego de San Francisco Chronicle la consideró «amenazante» y «una prueba deliberada de la resistencia de la audiencia», dándole crédito a Lawrence por «no permitir que su personaje fuera reducido a una simple víctima».
El año siguiente interpretó el papel de Dominika Egorova, una espía rusa que hace contacto con un agente de la CIA (interpretado por Joel Edgerton) en la película Red Sparrow, basada en la novela homónima de Jason Matthews. La actriz adoptó un acento ruso y tomó clases de ballet por cuatro meses para darle credibilidad a su personaje. La carga sexual de la película fue un desafío para Jennifer, quien afirmó que realizar escenas de desnudos la hizo sentir fortalecida. Eric Kohn de IndieWire elogió el trabajo de Lawrence y Charlotte Rampling, afirmando que su talento se encargó de salvar la película.
En 2019 Lawrence interpretó por cuarta y última vez a Mystique en la película Dark Phoenix de la saga X-Men.

### 2019-presente: Pequeña pausa y regreso con películas en streaming

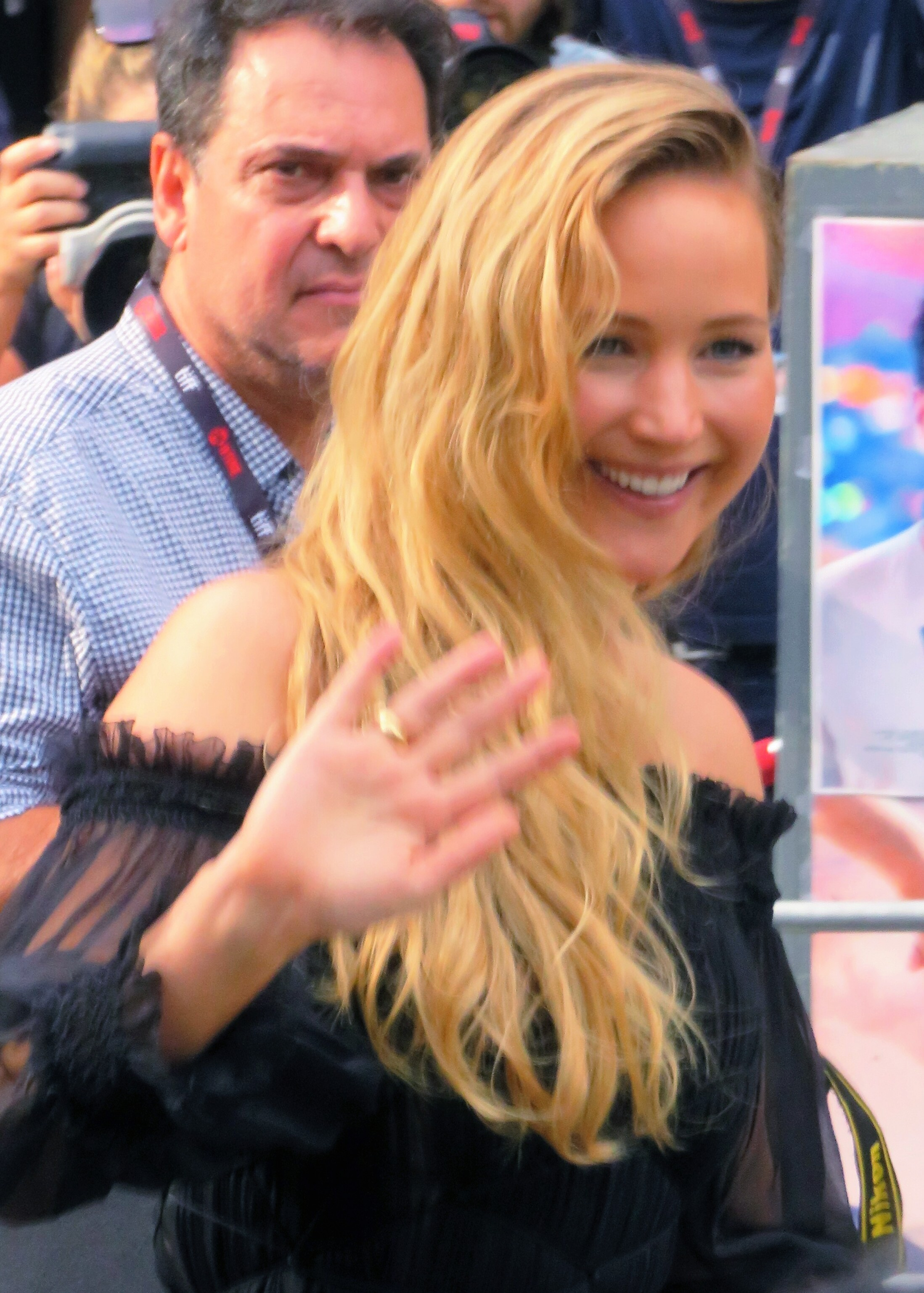
Lawrence en el Festival Internacional de Cine de Toronto en 2022.

Después de papeles en una serie de películas con reseñas mixtas, Lawrence se tomó un pequeño descanso de la actuación. Se sentía insatisfecha con sus películas, quería evitar el escrutinio de los medios y se centró en las actividades domésticas durante este período. Queriendo trabajar con el director Adam McKay desde que tenía 19 años, Lawrence regresó en 2021 en su película Don't Look Up para Netflix por un salario informado de $25 millones. Un «apocalipsis de payasadas», la película hizo que ella y su coprotagonista Leonardo DiCaprio interpretaran a dos astrónomos que intentaban advertir a la humanidad sobre un asteroide a nivel de extinción. Para el papel, Lawrence recibió un tinte rojo y un recorte; en una entrevista con Vogue, dijo que investigó exhaustivamente el aspecto típico de los aspirantes a astrofísicos. Las críticas de la película fueron variadas, pero los críticos elogiaron principalmente las actuaciones de Lawrence y DiCaprio, quienes fueron descritos como «poderosos» por Ian Sandwell de Digital Spy y «un placer de ver» por Saibal Chatterjee de NDTV. Lawrence obtuvo una quinta nominación al Globo de Oro por la película. Rompió el récord de la mayor cantidad de vistas (152 millones de horas) en una sola semana en la historia de Netflix y se ubica como la segunda película más vista de la plataforma dentro de los 28 días posteriores al lanzamiento.
Lawrence protagonizó el drama independiente de Lila Neugebauer Causeway (2022), interpretando a una soldado que sufre una lesión cerebral. También produjo la película bajo su compañía Excellent Cadaver, que había formado en 2018. Después de protagonizar varias películas de gran presupuesto, se sintió atraída por la «melodía lenta de una historia basada en personajes». Al compararlo con su trabajo en Winter's Bone, Allison Wilmore de Vulture opinó que la película «es un bienvenido recordatorio de lo convincente que puede ser Lawrence, así como una indicación prometedora de que está dispuesta a buscar proyectos más pequeños y trabajar con directores emergentes».
Bajo Excellent Cadaver, Lawrence produjo Bread and Roses (2023), un documental de la directora Sahra Mani sobre las mujeres afganas bajo el régimen talibán. Ansiosa por trabajar en una comedia, Lawrence aceptó la oferta de su amigo Gene Stupnitsky para protagonizar la comedia erótica No Hard Feelings (2023), que también produjo. Donde interpretó a una mujer joven que se enfrenta a la bancarrota y acepta un trabajo publicado en Craigslist de unos padres adinerados para salir con su hijo introvertido de 19 años (interpretado por Andrew Barth Feldman). Los críticos tuvieron opiniones favorables sobre la película y apreciaron la actuación cómica de Lawrence.

#### Proyectos en desarrollo
Junto a Amy Schumer, Lawrence escribió un guion para una película que ella misma planea protagonizar. También la actriz protagonizará la película biográfica It's What I Do: A Photographer's Life of Love and War, inspirada en la vida de la periodista Lynsey Addario. También encarnará a Elizabeth Holmes, fundadora y directora ejecutiva de la compañía de servicios en tecnologías de la salud Theranos, en el filme de Adam McKay Bad Blood. La actriz producirá una adaptación cinematográfica de la novela de Hannah Kent Burial Rites, donde actuará en el papel de Agnes Magnúsdóttir, la última mujer en ser ejecutada por cargos de asesinato en Islandia.

## Vida personal
Mientras filmaba X-Men: primera generación en 2010, Lawrence entabló una relación sentimental con su compañero de reparto Nicholas Hoult. La pareja se separó en 2014. Ese mismo año fue víctima de la filtración de fotografías del servicio de almacenamiento iCloud, en la que algunas autofotos de la actriz posando desnuda fueron publicadas en las redes. Lawrence se mostró molesta por este hecho, comparándolo con una «violación sexual». Agregó que los espectadores de las imágenes deberían sentirse avergonzados por hacer parte de dicha aberración. La actriz más tarde reconoció que ella misma tomó esas fotografías como un regalo para Hoult y que a diferencia de otras víctimas de la filtración, no planeaba demandar a la compañía Apple.
En septiembre de 2016 empezó a salir con el director Darren Aronofsky, a quien conoció durante la filmación de Mother!. La pareja se separó en noviembre de 2017.
En 2018 empezó una relación sentimental con Cooke Maroney, director de una galería de arte. La pareja anunció su compromiso en febrero de 2019 y se casaron en octubre de 2019. En septiembre de 2021 se hizo público que estaba esperando su primer hijo junto a su marido. El 23 de febrero de 2022 se hizo público que la pareja había tenido a su primer hijo, un niño llamado Cy.

### Filantropía

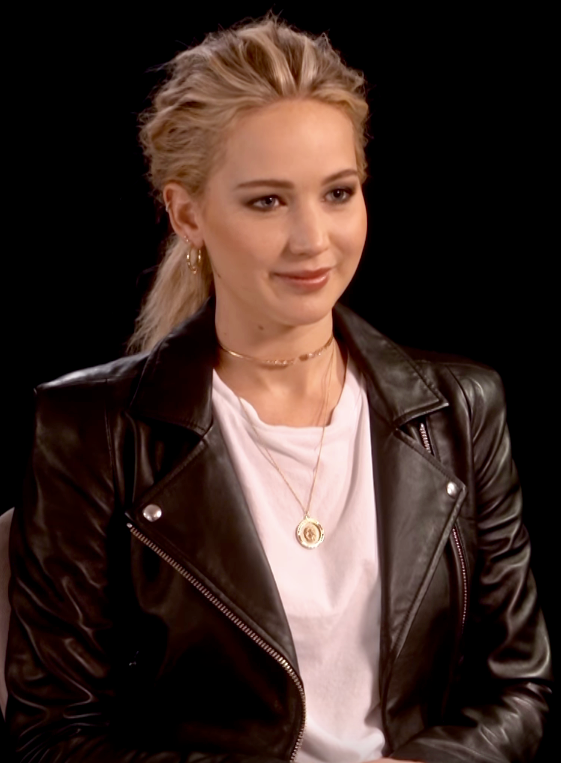
Promoviendo Red Sparrow en 2018

En cuanto a las causas que ha apoyado, se encuentra la organización Planned Parenthood apareciendo incluso en un vídeo de 2017 en el que se oponía a su clausura. También ha prestado su apoyo a varias organizaciones caritativas como el Programa Mundial de Alimentos, Feeding America y el proyecto Thirst.
Junto con Josh Hutcherson y Liam Hemsworth, actores de la saga Los juegos del hambre (2012), Lawrence se asoció con la Organización de las Naciones Unidas para realizar campañas contra la pobreza y el hambre. También la actriz organizó una proyección previa de Los juegos del hambre: en llamas (2013) con el fin de recaudar fondos para el Centro Saint Mary, una organización para personas con discapacidad en Louisville, cosechando más de 40 mil dólares para la causa. Más tarde, se asoció con la red caritativa Chideo con el fin de recolectar fondos para los Juegos Olímpicos Especiales de Verano de 2015 proyectando su película Serena (2014). También colaboró con la plataforma caritativa Omaze para organizar un evento de recaudación de fondos para los juegos como parte del estreno de Los juegos del hambre: Sinsajo - Parte 1 (2014).
Además Lawrence es una declarada feminista, concepto que según ella no debe intimidar a la gente «porque solo significa igualdad». En 2015 escribió un ensayo para el semanario feminista Lenny Letter en el que criticó duramente la diferencia salarial de género en Hollywood. Narró sus propias experiencias en la industria, como el salario inferior que recibió por participar en American Hustle comparado con el de sus compañeros de reparto masculinos. En una entrevista en 2015 con la revista Vogue, Lawrence criticó al oficial del condado de Kentucky Kim Davis por su fuerte oposición al matrimonio entre personas del mismo sexo. La actriz ha manifestado que fue criada «como una republicana», pero ha criticado constantemente a este partido por no apoyar debidamente los derechos de la mujer según ella. Se ha mostrado inconforme con la presidencia de Donald Trump, afirmando en 2015 que su elección podría ocasionar «el fin del mundo». Participó en la Marcha de las Mujeres de 2018 en Los Ángeles para reafirmar su compromiso con las causas feministas.
Por otro lado, Lawrence es miembro de la Academia de Artes y Ciencias Cinematográficas desde 2011.

## En los medios
En 2012, la revista Rolling Stone se refirió a Lawrence como «la actriz joven más talentosa de los Estados Unidos». Su compañero de elenco en Los juegos del hambre, el veterano actor Donald Sutherland, la comparó favorablemente con Laurence Olivier, considerándola además «una actriz brillante y exquisita». David O. Russell (quien la dirigió en las películas Silver Linings Playbook, American Hustle y Joy) ha elogiado su forma de actuar, afirmando que con su soltura, la actriz hace que sus actuaciones parezcan fáciles. Durante su carrera, Lawrence ha desempeñado papeles tanto en producciones de alto perfil como en películas independientes de bajo presupuesto y ha aparecido en producciones de diversos géneros. No estudió actuación y no ha estado involucrada en el teatro profesional. Ella misma ha afirmado que aprendió a actuar simplemente observando a las personas a su alrededor. La actriz le contó a The Globe and Mail en junio de 2010 que no se lleva a casa los dolores o problemas de sus personajes y que no busca papeles en los que el personaje se parezca a ella en la vida real.
Con el avance de su carrera, Jennifer se ha convertido en una de las actrices mejor pagadas del mundo; The Daily Telegraph reportó en 2014 que su promedio de ganancias por película era de diez millones de dólares. En 2013, la revista Time la ubicó en su lista de las 100 personas más influyentes del mundo, la revista Elle la nombró la mujer más poderosa en la industria del entretenimiento y Forbes la ubicó en la posición n.º 50 de su lista de las actrices más poderosas del mundo. En 2014, Forbes la nombró la segunda actriz mejor pagada del mundo con ganancias promedio de 34 millones de dólares y la citó como la actriz más poderosa, ubicándola en la posición n.º 12 en la lista Celebrity 100 elaborada por la revista. En 2015 y 2016, Forbes reportó que Jennifer fue la actriz mejor pagada del mundo al recibir 52 y 46 millones de dólares respectivamente. La misma revista la ubicó en la tercera posición de las actrices mejores pagadas en 2017, con ganancias de 24 millones de dólares, detrás de Emma Stone y Jennifer Aniston.

## Filmografía

### Cine
| Año  | Título                                   | Personaje                  |
| ---- | ---------------------------------------- | -------------------------- |
| 2008 | Garden Party                             | Tiffany "Tiff"             |
| 2008 | The Poker House                          | Agnes                      |
| 2008 | The Burning Plain                        | Mariana                    |
| 2010 | Winter's Bone                            | Ree Dolly                  |
| 2011 | Like Crazy                               | Samantha "Sam"             |
| 2011 | The Beaver                               | Norah                      |
| 2011 | X-Men: primera generación                | Raven Darkhölme / Mystique |
| 2012 | Los juegos del hambre                    | Katniss Everdeen           |
| 2012 | House at the End of the Street           | Elissa Cassidy             |
| 2012 | Silver Linings Playbook                  | Tiffany Maxwell            |
| 2013 | The Devil You Know                       | Zoe Hughes (joven)         |
| 2013 | Los juegos del hambre: en llamas         | Katniss Everdeen           |
| 2013 | American Hustle                          | Rosalyn Rosenfeld          |
| 2014 | X-Men: días del futuro pasado            | Raven Darkhölme / Mystique |
| 2014 | Serena                                   | Serena Pemberton           |
| 2014 | Los juegos del hambre: Sinsajo - Parte 1 | Katniss Everdeen           |
| 2015 | Los juegos del hambre: Sinsajo - Parte 2 | Katniss Everdeen           |
| 2015 | Joy                                      | Joy Mangano                |
| 2016 | X-Men: Apocalipsis                       | Raven Darkhölme / Mystique |
| 2016 | Passengers                               | Aurora Lane                |
| 2017 | Mother!                                  | Madre                      |
| 2018 | Red Sparrow                              | Dominika Egorova           |
| 2019 | Dark Phoenix                             | Raven Darkhölme / Mystique |
| 2021 | Don't Look Up                            | Kate Dibiasky              |
| 2022 | Causeway                                 | Lynsey                     |
| 2023 | No Hard Feelings                         | Maddie Barker              |

### Televisión
| Año       | Título                                                                                               | Personaje                                                          | Notas |
| --------- | --- | ------------------------------------------------------------------ | --- |
| 2006      | Monk                                                                                                 | Mascota del equipo                                                 | Episodio: «Mr. Monk and the Big Game» |
| 2006      | Company Town                                                                                         | Caitlin                                                            | Piloto para televisión, serie cancelada. |
| 2007      | Cold Case                                                                                            | Abby Bradford                                                      | Episodio: «A Dollar, a Dream» |
| 2007      | Not Another High School Show                                                                         | Chica frenética (desacreditada)                                    | Piloto para televisión, serie cancelada. |
| 2007-2008 | Medium                                                                                               | Claire Chase/Joven Allison                                         | Episodios: «Mother's Little Helper» y «But for the Grace of God» |
| 2007-2009 | The Bill Engvall Show                                                                                | Lauren Pearson                                                     | Elenco principal |
| 2013-2014 | Saturday Night Live                                                                                  | Presentadora/Galadriel/Katniss Everdeen/ella misma (desacreditada) | Episodios: «Jennifer Lawrence/The Lumineers» y «Woody Harrelson/Kendrick Lamar» |
| 2015      | Smosh                                                                                                | Ella misma                                                         | Programa de sketchs cómicos y bromas a celebridades. Episodio: «Jennifer Lawrence Pranks Smosh» |
| 2015      | The Tonight Show Starring Jimmy Fallon                                                               | Ella misma / Dez                                                   | Episodio: «Jennifer Lawrence/Michael B. Jordan/Jeff Lynne's ELO» |
| 2017      | Jimmy Kimmel Live!                                                                                   | Presentadora invitada remplazando a Jimmy Kimmel                   | Episodio: «Jennifer Lawrence/Kim Kardashian/Linkin' Bridge» |
| 2019      | The United Nations Association 2019 Global Citizen Awards & 12th Annual West Coast Global Forum      | Ella misma                                                         | Especial de televisión sobre la crisis de refugiados, organizado por la división estadounidense de la Organización de las Naciones Unidas                                                           |
| 2020      | Expecting Amy                                                                                        | Ella misma                                                         | Miniserie documental sobre el proceso de embarazo de Amy Schumer, mientras continúa con su carrera                                                                                                  |
| 2020      | The United Nations Association 2020 Global Citizen Awards & 13th Annual 2020 West Coast Global Forum | Ella misma                                                         | Especial de televisión sobre las posibilidades de un futuro sustentable en el marco de la Pandemia de COVID-19, organizado por la división estadounidense de la Organización de las Naciones Unidas |
| 2020      | Telethon for America 2020                                                                            | Ella misma                                                         | Teletón organizado por Funny or Die para incentivar a la población a votar en las Elecciones presidenciales de Estados Unidos de 2020                                                               |

### Documentales
| Año  | Título                                            | Rol                        | Notas |
| ---- | ------------------------------------------------- | -------------------------- | --- |
| 2012 | La classe américaine                              | Ella misma                 | Documental sobre el camino a los Premios Óscar de la película francesa The Artist                                                     |
| 2014 | Dior and I                                        | Ella misma (desacreditada) | Documental sobre la casa de alta costura Dior                                                                                         |
| 2016 | The First Monday in May                           | Ella misma                 | Documental sobre la exhibición de moda más visitada de la historia del Museo Metropolitano de Arte                                    |
| 2016 | A Beautiful Planet                                | Narradora (voz)            | Documental sobre la exploración de la Tierra y más allá, vista desde la Estación Espacial Internacional                               |
| 2017 | 100 years                                         | Narradora (voz)            | Documental corto sobre la historia de la organización sin fines de lucro Planned Parenthood                                           |
| 2019 | Love, Antosha                                     | Ella misma                 | Documental sobre la vida y carrera del fallecido actor Anton Yelchin                                                                  |
| 2019 | Unbreaking America: Solving the Corruption Crisis | Ella misma                 | Documental corto sobre la organización sin fines de lucro RepresentUs, en lucha contra la corrupción gubernamental. También guionista |

### Cortometrajes
| Año  | Título                                                                 | Rol        | Notas                                                                                                 |
| ---- | ---------------------------------------------------------------------- | ---------- | --- |
| 2009 | The Mess I Made                                                        | Novia      | Videoclip de la banda Parachute                                                                       |
| 2010 | 14 Actors Acting                                                       | Ella misma | Cortometraje donde los actores destacados del 2010 interpretan estereotipos clásicos de cine          |
| 2017 | Everything It Took to Create Jennifer Lawrence's September Cover Shoot | Ella misma | Falso documental corto sobre la realización de la portada de septiembre de la revista Vogue           |
| 2017 | Jennifer Lawrence Plays: Movie Review or Wine Review?                  | Ella misma | Cortometraje humorístico sobre las pasiones de Jennifer Lawrence: el cine, el vino, la política, etc. |
| 2018 | Dior: Joy                                                              | Mujer      | Comercial para Joy, una fragancia de Dior                                                             |

## Premios y nominaciones
Lawrence ganó un Premio Óscar en la categoría de mejor actriz por su actuación en Silver Linings Playbook (2012). Ha ganado tres Globos de Oro; a mejor actriz en una comedia o musical por Silver Linings Playbook (2012) y Joy (2015) y a mejor actriz de reparto por American Hustle (2013). También ganó un Premio BAFTA a mejor actriz en un rol de reparto por American Hustle. Otros de sus premios incluyen siete MTV Movie Awards (cinco por la serie Los juegos del hambre y dos por Silver Linings Playbook), seis People's Choice Awards (tres por Los juegos del hambre y tres por la serie de X-Men), un Premio Satellite por Silver Linings Playbook y un Premio Saturn por Los juegos del hambre.